# Sabattus
Sabattus ist eine Town im Androscoggin County des Bundesstaates Maine in den Vereinigten Staaten. Im Jahr 2020 lebten dort 5044 Einwohner in 2153 Haushalten auf einer Fläche von 69,7 km².

## Geographie
Nach dem United States Census Bureau hat Sabattus eine Gesamtfläche von 69,70 km², von der 66,59 km² Land sind und 3,11 km² aus Gewässern bestehen.

### Geographische Lage
Sabattus befindet sich im Südosten des Androscoggin Countys, am Südufer des Sabattus Ponds. Der Auslauf des Sabattus Ponds wird zum Sabattus River, der südwärts weiter durch Lisbon fließt und im Androscoggin River mündet. Es gibt weitere kleinere Seen auf dem Gebiet der Town. Im Nordosten liegt der Sabattus Mountain (244 m). Die Town ist annähernd quadratisch.

### Nachbargemeinden
Alle Entfernungen sind als Luftlinien zwischen den offiziellen Koordinaten der Orte aus der Volkszählung 2010 angegeben.
- Norden: Wales, 4,0 km
- Nordosten: Litchfield, 15,9 km
- Osten: Bowdoin, 11,2 km
- Süden: Lisbon, 2,8 km
- Westen: Lewiston, 10,8 km
- Nordwesten: Greene, 8,7 km

### Stadtgliederung
Es gibt in Sabattus mehrere Siedlungsgebiete: Drinkwater Corner (Drinkwater Corners), Golden Siding (ehemalige Eisenbahnstation), Jordan Corners, Lisbon Centre (ehemaliges Postamt in Webster), Robinson Corner, Sabattus (ehemals Sabattusville) und Webster Corner (ehemals Webster).

### Klima
Die mittlere Durchschnittstemperatur in Sabattus liegt zwischen −7,2 °C (19° Fahrenheit) im Januar und 20,6 °C (69° Fahrenheit) im Juli. Damit ist der Ort gegenüber dem langjährigen Mittel der USA um etwa 10 Grad kühler. Die Schneefälle zwischen Oktober und Mai liegen mit über fünfeinhalb Metern knapp doppelt so hoch wie die mittlere Schneehöhe in den USA, die tägliche Sonnenscheindauer liegt am unteren Rand des Wertespektrums der USA. Die tägliche Sonnenscheindauer liegt am unteren Rand des Wertespektrums der USA.

## Geschichte
Die Stadt Sabattus wurde erstmals am 21. März 1788 unter dem Namen Webster inkorporiert. Ursprünglich gehörte Sabattus zur Town Bowdoin. Das Gebiet der Town wurde im Jahr 1840 geteilt und der nördliche Teil wurde die Town Webster, der südliche unter dem Namen Lisbon selbständig. Der erste Siedler in dieser Gegend war Robert Ross aus Brunswick. Er wohnte auf dem Gebiet, welches noch heute seinen Namen trägt. Die erste Mühle wurde gebaut, als Timothy Weymouth im Jahr 1774 zuzog. Er baute sie für Jesse Davies.
Benannt wurde sie nach einem Anführer des Indianerstamms, der in der Gegend wohnte. Kurz bevor die ersten Siedler in die Stadt eintraten, zog der Stamm weiter. Ursprünglich trugen nur der See, der Fluss und ein kleiner Berg den Namen der Stadt. Die Schreibweise der Stadt änderte sich von Sabattis auf das gegenwärtige Sabattus.

### Einwohnerentwicklung
| Volkszählungsergebnisse – Town of Sabattus, Maine bis 1970 Town of Webster | Volkszählungsergebnisse – Town of Sabattus, Maine bis 1970 Town of Webster | Volkszählungsergebnisse – Town of Sabattus, Maine bis 1970 Town of Webster | Volkszählungsergebnisse – Town of Sabattus, Maine bis 1970 Town of Webster | Volkszählungsergebnisse – Town of Sabattus, Maine bis 1970 Town of Webster | Volkszählungsergebnisse – Town of Sabattus, Maine bis 1970 Town of Webster | Volkszählungsergebnisse – Town of Sabattus, Maine bis 1970 Town of Webster | Volkszählungsergebnisse – Town of Sabattus, Maine bis 1970 Town of Webster | Volkszählungsergebnisse – Town of Sabattus, Maine bis 1970 Town of Webster | Volkszählungsergebnisse – Town of Sabattus, Maine bis 1970 Town of Webster | Volkszählungsergebnisse – Town of Sabattus, Maine bis 1970 Town of Webster |
| Jahr                                                                       | 1800                                                                       | 1810                                                                       | 1820                                                                       | 1830                                                                       | 1840                                                                       | 1850                                                                       | 1860                                                                       | 1870                                                                       | 1880                                                                       | 1890                                                                       |
| -------------------------------------------------------------------------- | -------------------------------------------------------------------------- | -------------------------------------------------------------------------- | -------------------------------------------------------------------------- | -------------------------------------------------------------------------- | -------------------------------------------------------------------------- | -------------------------------------------------------------------------- | -------------------------------------------------------------------------- | -------------------------------------------------------------------------- | -------------------------------------------------------------------------- | -------------------------------------------------------------------------- |
| Einwohner                                                                  |                                                                            |                                                                            |                                                                            |                                                                            |                                                                            | 1110                                                                       | 890                                                                        | 939                                                                        | 980                                                                        | 951                                                                        |
| Jahr                                                                       | 1900                                                                       | 1910                                                                       | 1920                                                                       | 1930                                                                       | 1940                                                                       | 2360                                                                       | 2660                                                                       | 2746                                                                       | 1980                                                                       | 1990                                                                       |
| Einwohner                                                                  | 1131                                                                       | 1213                                                                       | 1026                                                                       | 1134                                                                       | 1236                                                                       | 1212                                                                       | 1302                                                                       | 1681                                                                       | 3081                                                                       | 3696                                                                       |
| Jahr                                                                       | 2000                                                                       | 2010                                                                       | 2020                                                                       | 2030                                                                       | 2040                                                                       | 2050                                                                       | 2060                                                                       | 2070                                                                       | 2080                                                                       | 2090                                                                       |
| Einwohner                                                                  | 4486                                                                       | 4876                                                                       | 5044                                                                       |                                                                            |                                                                            |                                                                            |                                                                            |                                                                            |                                                                            |                                                                            |

## Kultur und Sehenswürdigkeiten

### Bauwerke
In Sabattus wurde ein Gebäude unter Denkmalschutz gestellt und ins National Register of Historic Places aufgenommen:
- Webster Rubber Company Plant, aufgenommen 1989, Register-Nr. 89001701

## Wirtschaft und Infrastruktur

### Verkehr
Die Interstate 95 auch genannt der Maine Turnpike führt in nordöstlicher Richtung durch Sabattus. Aus Süden komment führt die Maine State Route 9 in nördlicher Richtung zentral durch die Town, sie mündet auf der in nordöstlicher Richtung entlang des Sabattus Ponds verlaufenden Maine State Route 126 ab. Durch Sabattus führte eine Strecke der Maine Central Railroad.

### Öffentliche Einrichtungen
In Poland befindet sich keine eigenes Krankenhaus. Die nächstgelegenen Krankenhäuser stehen den Bewohnern der Town in Lewiston und Lisbon zur Verfügung.

### Bildung
Gemeinsam mit Litchfield und Wales gehört Sabattus zur Regional School Unit #4. Im Schulbezirk werden den Schulkindern mehrere Schulen angeboten:
- Oak Hill High School Schulklassen 9–12, in Wales
- Oak Hill Middle School Schulklassen 6–8, in Sabattus
- Carrie Ricker School Schulklassen 3–5, in Litchfield
- Sabattus Primary School Schulklassen PK-2, in Sabattus
- Libby Tozier School Schulklassen PK-2, in Litchfield